# Ao Nang
Ao Nang (tajski: อ่าวนาง) – miejscowość leżąca w Tajlandii, w prowincji Krabi, nad morzem Andamańskim. Jest to jeden z najpopularniejszych kurortów turystycznych w kraju, który według danych z 2020 roku liczy 14 435 mieszkańców.

## Geografia
Ao Nang leży w centralnej części prowincji Krabi na wybrzeżu morza Andamańskiego. Jej głównym punktem jest ulica ciągnąca się przez całą miejscowość, przy której znajduje się wiele restauracji, pubów, sklepów oraz innych placówek skierowanych do turystów. Tuż obok niej znajduje się plaża, która ciągnie się niemal przez dwa kilometry.